# دونیا خوآنا
دونیا خوآنا (به اسپانیایی: Doña Juana) آتشفشانی چینه‌ای و پوشیده از جنگل به ارتفاع تقریبی ۴۱۵۰ متر واقع در رشته‌کوه‌های آند در کشور کلمبیا در آمریکای جنوبی است. این آتشفشان در عین حال بخشی از پارک ملی طبیعی دونیا خوآنا و کاسکابل را تشکیل می‌دهد.

## مشخصات
آتشفشان دونیا خوآنا در فاصلهٔ ۵۶ کیلومتری از شمال شرقی آتشفشان گالراس قرار دارد. ارتفاع قلهٔ این آتشفشان آندزیتی-داسیتی به بیش از ۴۱۵۰ متر می‌رسد و از مجموعه‌ای از گنبدهای گدازهٔ پسا-کالدرایی تشکیل شده است. دو کاسه آتشفشانی (کالدرا) در شمال شرقی و جنوب غربی آتشفشان دیده می‌شود که کالدرای شمال شرقی قدیمی‌تر بوده و در اواسط دورهٔ هولوسن شکل گرفته است. کالدرای دیگر جوانتر بوده و مخروط فعال مرکزی را در خود جای داده است.

## نام‌گذاری
دونیا خوآنا به معنای بانو جوانا است و این نام برگرفته از یکی از افسانه‌های سرخپوستان چینچا است که آتشفشان در سرزمین آنها قرار دارد. بنا بر این افسانه، ماما جوانا که یک کویتویی زیبارو بود عاشق پدرو که پسری روستایی بود می‌شود. از آنجا که والدینشان مخالف ازدواج آن دو هستند آنها با یکدیگر فرار می‌کنند، اما نفرین شده و به آتشفشان بدل می‌شوند.

## تاریخچه فوران
تنها تاریخچه‌ای که از فعالیت‌های دونیا خوآنا وجود دارد به فوران‌های طولانی‌مدت این آتشفشان در فاصلهٔ سال‌های ۱۸۹۷ تا ۱۹۰۶ باز می‌گردد که یکی از گنبدهای گدازهٔ قله در حال رشد بود و همراه با آن جریان‌های عظیم آذرآواری نیز تولید شد. آخرین فوران این آتشفشان در سال ۱۹۰۶ روی داد.

## جسارهای وابسته
- فهرست آتشفشان‌های کلمبیا